# Più veloce di una lepre
Più veloce di una lepre (Tortoise Wins by a Hare) è un film del 1943 diretto da Robert Clampett. È un cortometraggio d'animazione della serie Merrie Melodies, prodotto dalla Leon Schlesinger Productions e uscito negli Stati Uniti il 20 febbraio 1943. È il secondo episodio della trilogia di cortometraggi con protagonisti Bugs Bunny e Cecil Tartaruga, liberamente ispirati alla favola di Esopo "La lepre e la tartaruga", dopo La tartaruga e il coniglio (1941). Fu seguito da Un'amara vittoria (1947), sebbene quest'ultimo non prenda in considerazione gli avvenimenti dei primi due.

## Trama
Dopo aver visto il video della loro precedente sfida, Bugs va a casa di Cecil travestito da vecchio per chiedere alla tartaruga il suo segreto. Cecil, che non rimane ingannato dal travestimento, gli dice che è il suo guscio aerodinamico a permettergli di vincere, mentre le lunghe orecchie di un coniglio fanno attrito con il vento e rallentano la corsa. Bugs allora prepara l'equipaggiamento per la corsa: un guscio di metallo e una cuffia da nuoto. Nel frattempo, i conigli apprendono della nuova sfida e piazzano tutte le loro scommesse su Bugs. La corsa inizia e Bugs supera facilmente il suo rivale rettile. Tuttavia, a causa del suo equipaggiamento, viene scambiato per Cecil dagli ottusi sgherri del boss delle scommesse, che lo ostacolano. Cecil rafforza questa idea sbagliata travestendosi da coniglio e sgranocchiando una carota. Cecil viene quindi aiutato e vince la corsa. Quando Bugs rimuove l'equipaggiamento e rivela disperatamente di essere lui il coniglio, gli sgherri si suicidano.

## Distribuzione

### Censura
Il suicidio finale dei conigli viene solitamente tagliato dalla versione trasmessa sulla televisione statunitense, e in alcuni casi viene anche accorciato il pestaggio di Bugs da parte degli stessi.

### Edizione italiana
Il corto fu distribuito nei cinema italiani il 5 maggio 1949 col titolo La tartaruga volante (utilizzato anche per il corto precedente); il doppiaggio fu realizzato direttamenti negli Stati Uniti. Fu ridoppiato per la televisione nei primi anni 2000 dalla Time Out Cin.ca su dialoghi di Raffaella Pepitoni. Non essendo stata registrata una colonna internazionale, in entrambi i casi fu sostituita la musica presente durante i dialoghi.

### Edizioni home video

#### VHS
America del Nord
- Bugs! (1988)
- Bugs Bunny's Zaniest Toons (23 ottobre 1991)
- The Golden Age of Looney Tunes Volume 10: The Art of Bugs (1992)
- Looney Tunes: The Collector's Edition Vol. 7 (1999)

#### Laserdisc
- Bugs! & Elmer! (1989)
- The Golden Age of Looney Tunes (11 dicembre 1991)

#### DVD
Il corto fu pubblicato in DVD-Video in America del Nord nel terzo disco della raccolta Looney Tunes Golden Collection: Volume 1 (intitolato Looney Tunes All-Stars: Part 1) distribuita il 28 ottobre 2003; il DVD fu pubblicato in Italia il 2 dicembre 2003 nella collana Looney Tunes Collection, col titolo All Stars: Volume 1. Fu inserito anche nel primo disco della raccolta DVD Looney Tunes Spotlight Collection Volume 1, uscita in America del Nord sempre il 28 ottobre 2003, ristampato l'11 febbraio 2014 col titolo Looney Tunes Center Stage: Volume 1. Fu infine incluso (con un commento audio di Mark Kausler) nel secondo disco della raccolta Blu-ray Disc e DVD Looney Tunes Platinum Collection: Volume Two, uscita in America del Nord il 16 ottobre 2012.

## Accoglienza
Il docente di animazione Nichola Dobson ha citato Più veloce di una lepre e La grande rapina al salvadanaio (1946) come esempi dell'attenzione ai dettagli di Clampett e del ritmo veloce del suo lavoro.
Nel 2010 il film fu selezionato per l'inclusione nel libro di Jerry Beck The 100 Greatest Looney Tunes Cartoons; in tale occasione Beck scrisse: "Una delle cose che la maggior parte dei fan dei cartoni animati del regista Bob Clampett apprezzano è che avrebbe fatto quasi qualsiasi cosa per creare un cartone animato divertente. Ciò significava che avrebbe violato tratti stabiliti della personalità del personaggio e concetti tradizionali per far ridere. Qui fa a brandelli non solo la favola di Esopo e il cortometraggio Disney del 1935 La lepre e la tartaruga, ma anche la parodia di Tex Avery di questa famosa gara. I risultati sono impagabili. Questo sequel del film di Avery è uno dei migliori di Clampett e contiene forse la miglior interpretazione vocale di Mel Blanc nei panni di Bugs. (...) Solo Clampett avrebbe potuto trasformare i suoi personaggi in tali pretzel e farli passare attraverso la pressa emotiva, con risultati così esilaranti".